# Metzgeria pandei
Metzgeria pandei là một loài Rêu trong họ Metzgeriaceae. Loài này được S.C. Srivast. & Udar mô tả khoa học đầu tiên năm 1975.